# Монте-Сан-Джусто
Монте-Сан-Джусто (итал. Monte San Giusto) —  коммуна в Италии, располагается в регионе Марке, в провинции Мачерата.
Население составляет 7645 человек (2008 г.), плотность населения составляет 385 чел./км². Занимает площадь 19 км². Почтовый индекс — 62015. Телефонный код — 0733.
Покровителем коммуны почитается святой Иуст. В коммуне 8 сентября особо празднуется Рождество Пресвятой Богородицы.

## Демография
Динамика населения:

## Администрация коммуны
- Официальный сайт: http://www.montesangiusto.sinp.net/